# Thomsons atommodell

Schematisk bild av Thomsons atommodell.

Thomsons atommodell är en (numera motbevisad) atommodell som framlades 1904 av den brittiske fysikern J. J. Thomson. I modellen antog Thomson att atomen består av en blandning av positiva laddningar, och att i den blandningen fanns negativa laddningar (elektroner, fast Thomson kallade dem "korpuskler"). På så sätt skulle de negativa och positiva laddningarna balansera varandra genom elektronernas struktur i atomen. Modellen kallas ibland skämtsamt "plum pudding"-modellen.
År 1909 genomförde Hans Geiger och Ernest Marsden ett experiment med tunn guldfolie som visade att modellen inte stämde. Från det experimentet kunde Ernest Rutherford år 1911 dra slutsatsen att det finns en mycket liten massiv kärna i atomen som innehåller all positiv laddning. Resultaten av Rutherford-spridning ledde vägen till Bohrs atommodell år 1913.